# Jorge Villalpando
Jorge Villalpando Romo (ur. 13 marca 1985 w mieście Meksyk) – meksykański piłkarz pochodzenia hiszpańskiego występujący na pozycji bramkarza, trener piłkarski.

## Kariera klubowa
Villalpando jest wychowankiem klubu Puebla FC, do którego seniorskiej drużyny, występującej wówczas w drugiej lidze meksykańskiej, został włączony jako dwudziestolatek. Przez pierwszy rok pełnił głównie rolę rezerwowego, jednak bezpośrednio po tym wywalczył sobie pewne miejsce między słupkami i w jesiennym sezonie Apertura 2006 triumfował z ekipą prowadzoną przez José Luisa Sáncheza Solę w rozgrywkach Primera División A. Sukces ten zaowocował awansem Puebli do najwyższej klasy rozgrywkowej na koniec rozgrywek 2006/2007. Bezpośrednio po promocji na kilka miesięcy stracił miejsce w składzie na rzecz José Guadalupe Martíneza, w meksykańskiej Primera División debiutując dopiero 21 października 2007 w przegranym 0:2 spotkaniu z Tolucą, lecz później ponownie został pierwszym golkiperem Puebli i bez większych sukcesów reprezentował jej barwy przez kolejne dwa lata. W lipcu 2010 przeszedł do zespołu Jaguares de Chiapas z siedzibą w Tuxtla Gutiérrez, gdzie jako podstawowy bramkarz występował przez rok, również nie odnosząc większych osiągnięć.
Latem 2011 Villalpando na zasadzie wypożyczenia przeniósł się do klubu Deportivo Toluca, gdzie jednak przez sześć miesięcy nie wystąpił w żadnym ligowym spotkaniu, będąc wyłącznie alternatywą dla reprezentanta kraju Alfredo Talavery. W późniejszym czasie udał się na kolejne półroczne wypożyczenie, tym razem do zespołu Club Atlas z miasta Guadalajara, gdzie bezskutecznie rywalizował o miejsce w wyjściowym składzie z Miguelem Pinto. W lipcu 2012 został wypożyczony do drużyny Atlante FC z siedzibą w Cancún, w którego barwach spędził rok, mając pewną pozycję między słupkami, a ponadto w wiosennym sezonie Clausura 2013 dotarł do finału krajowego pucharu – Copa MX. Bezpośrednio po tym powrócił został sprzedany do zespołu Monarcas Morelia, lecz od razu wypożyczono go do swojego macierzystego Puebla FC, gdzie występował przez rok jako pierwszy golkiper, jedka nie zdołał zanotować żadnych osiągnięć.
W lipcu 2014, również na zasadzie wypożyczenia, Villalpando został zawodnikiem ekipy CF Pachuca, w której spędził pół roku jako rezerwowy dla doświadczonego Óscara Péreza, po czym powrócił do Monarcas Morelia. Tam z kolei pełnił rolę rezerwowego dla Carlosa Felipe Rodrígueza, wobec czego po upływie sześciu miesięcy zmienił klub po raz kolejny, wracając do Chiapas FC.
| Sezon     | Klub                | Kraj   | Rozgrywki  | Mecze | Bramki |
| --------- | ------------------- | ------ | ---------- | ----- | ------ |
| 2005/2006 | Puebla FC           | Meksyk | Ascenso MX | 8     | 0      |
| 2006/2007 | Puebla FC           | Meksyk | Ascenso MX | 41    | 0      |
| 2007/2008 | Puebla FC           | Meksyk | Liga MX    | 16    | 0      |
| 2008/2009 | Puebla FC           | Meksyk | Liga MX    | 27    | 0      |
| 2009/2010 | Puebla FC           | Meksyk | Liga MX    | 27    | 0      |
| 2010/2011 | Jaguares de Chiapas | Meksyk | Liga MX    | 30    | 0      |
| 2011/2012 | Deportivo Toluca    | Meksyk | Liga MX    | 0     | 0      |
| 2011/2012 | Club Atlas          | Meksyk | Liga MX    | 1     | 0      |
| 2012/2013 | Atlante FC          | Meksyk | Liga MX    | 33    | 0      |
| 2013/2014 | Puebla FC           | Meksyk | Liga MX    | 34    | 0      |
| 2014/2015 | CF Pachuca          | Meksyk | Liga MX    | 0     | 0      |
| 2014/2015 | Monarcas Morelia    | Meksyk | Liga MX    | 4     | 0      |
| 2015/2016 | Chiapas FC          | Meksyk | Liga MX    |       |        |